# Hilarigona fulvipes
Hilarigona fulvipes är en tvåvingeart som beskrevs av Philippi 1865. Hilarigona fulvipes ingår i släktet Hilarigona och familjen dansflugor. Inga underarter finns listade i Catalogue of Life.